# Neobisnius procerulus
Neobisnius procerulus  (лат.) — вид жуков-стафилинидов из подсемейства Staphylininae. Распространён в Европе и Сибири. Особи обитают на песчаных и песчано-галечных участках берегов водоёмов, например, рек. Встречаются в наносах, под корягами и камнями. Длина тела взрослых насекомых 4—5,5 мм.